# Motorkář
Pojmem motorkář či motorkářka  se nejčastěji rozumí majitel motocyklu a současně člověk, pro kterého je motocykl koníčkem. Často má tento fakt i vliv na životní styl, hodnotový žebříček a postoje, jež jsou pro mnoho motorkářů podobné či společné. Motorkáři jezdí individuálně, i v organizovaných skupinách. Mohou se členit do motorkářských klubů a účastnit se společných srazů a vyjížděk.
Motorkář  se většinou ještě ztotožňuje s některým z následujících motorkářských stylů, k němuž se hlásí především vlastnictvím určitého typu motocyklu (a dále třeba motocyklové oblečení):
- chopper: příznivci klasických motocyklů Harley Davidson nebo obdobných od jiných značek, oblékající se nejčastěji do černé kůže (ev. s třásněmi a kovovými ozdobami)
- silniční: příznivci rychlého kapotovaného motocyklu a projetí se na závodním okruhu
- cruiser: příznivci klasických motocyklů. Oblečení černá kůže, třásně, kovové ozdoby. Na rozdíl od chopperů, které jsou „očesané“, odlehčené, cruisery jsou koráby silnic, vyzdobené chromovými doplňky, kožené ocvočkované brašny atd., těžké stroje.
- roadster, naháč: příznivce rychlého svižného stroje a vybraného stylu, typicky městské motorkaření
- enduro, off-road: jízda mimo kvalitní silnice nebo dokonce přímo v terénu. Cestovní enduro: většinou s mnoha kufry.
- cross: prudký terén, většinou v závodním podání
- mini: pojízdná zmenšenina motocyklu pro vás nebo pro vaše děti
- dragster, plochá dráha, trial, motoskijoring, freestyle: motocyklové závodní disciplíny